# Necroticism – Descanting the Insalubrious
Necroticism — Descanting the Insalubrious — третий студийный альбом британской группы Carcass, выпущенный в 1991 году на лейбле Earache Records.

## Об альбоме
Эту запись можно назвать концептуальным альбомом, так как многие песни с него рассказывают об экономически целесообразных способах использования тел умерших: песня «Pedigree Butchery», например, предлагает использовать мертвых людей как корм для животных, «Carneous Cacoffiny» предлагает использовать человеческие тела как музыкальные инструменты, а «Inpropagation» описывает использование трупов как удобрение.

## Отзывы
| Оценки критиков | Оценки критиков |
| Источник        | Оценка          |
| --------------- | --------------- |
| AllMusic        | [ 3 ]           |
| Kerrang!        | [ 4 ]           |
| Metal Storm     | 9.6/10          |
| Rock Hard (de)  | 8.5/10          |

## Список композиций
| №                   | Название | Текст песни         | Музыка                  | Длительность |
| ------------------- | --- | ------------------- | ----------------------- | ------------ |
| 1.                  | «Inpropagation» | Джефф Уокер         | Кен Оуэн, Билл Стир     | 7:27         |
| 2.                  | «Corporeal Jigsore Quandary» | Уокер               | Майкл Эмотт, Стир, Оуэн | 5:28         |
| 3.                  | «Symposium of Sickness» | Уокер               | Оуэн                    | 6:56         |
| 4.                  | «Pedigree Butchery» | Уокер               | Стир                    | 5:17         |
| 5.                  | «Incarnate Solvent Abuse» | Уокер               | Эмотт, Стир             | 5:00         |
| 6.                  | «Carneous Cacoffiny» | Уокер               | Стир                    | 6:43         |
| 7.                  | «Lavaging Expectorate of Lysergide Composition» | Уокер               | Стир                    | 4:03         |
| 8.                  | «Forensic Clinicism / The Sanguine Article» | Уокер               | Стир                    | 7:16         |
| 9.                  | «Tools of the Trade» (Только на переизданиях 2004 и 2008 годов, взята из EP Tools of the Trade)                                                                                                |                     |                         | 3:05         |
| 10.                 | «Pyosified (Still Rotten to the Gore)» (Только на переизданиях 2004 и 2008 годов, взята из EP Tools of the Trade, впервые издана на Reek of Putrefaction как «Pyosified (Rotten to the Gore)») |                     |                         | 3:09         |
| 11.                 | «Hepatic Tissue Fermentation II» (Только на переизданиях 2004 и 2008 годов, взята из EP Tools of the Trade)                                                                                    |                     |                         | 6:36         |
| Общая длительность: | Общая длительность: | Общая длительность: | Общая длительность:     | 48:03        |

## Участники записи
- Билл Стир — гитара, вокал
- Джефф Уокер — бас-гитара, вокал
- Майкл Эмотт — гитара
- Кен Оуэн — ударные